# La Espero

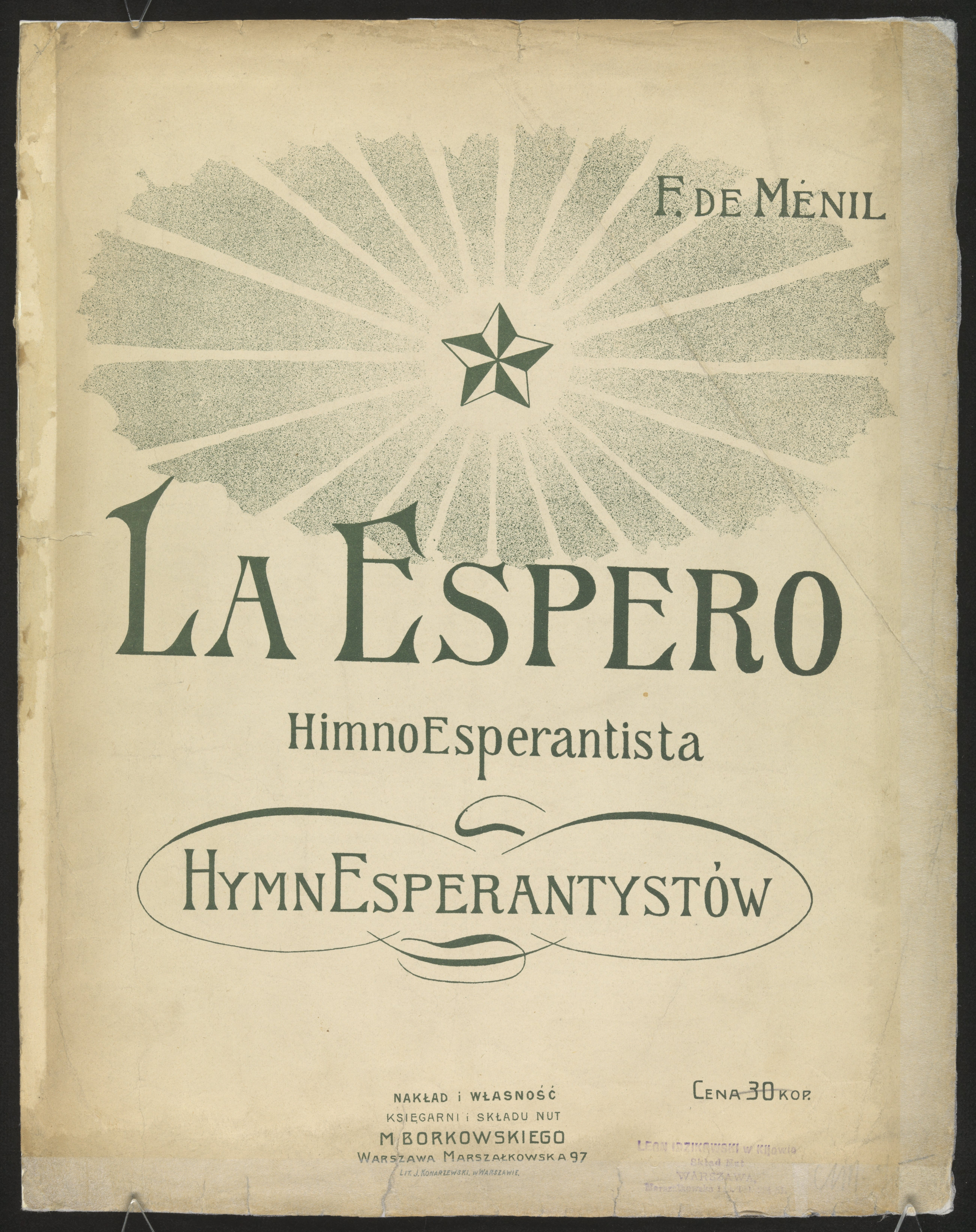
Portada de una edición de la partitura, publicada en Varsovia después de 1911.

La Espero (en esperanto: la esperanza) es un poema escrito por L. L. Zamenhof (1859-1917), el iniciador del idioma Esperanto. Es el himno oficial del movimiento esperantista y el "himno nacional" de Esperantujo.
Existen alrededor de veinte melodías distintas, pero la más conocida es la marcha compuesta por Félicien Menu de Ménil, pese a su aire militar que no concuerda con el texto del himno.
Hay otras melodías que no suenan tan parecidas a una marcha militar, como la compuesta en 1891 por el sueco
Cl. Adesköld. En el primer Congreso Universal de 1905 se propuso elegir entre la melodía de Mènil y la de 
Adesköld, pero al final se prorrogó la elección "... hasta el siguiente congreso".

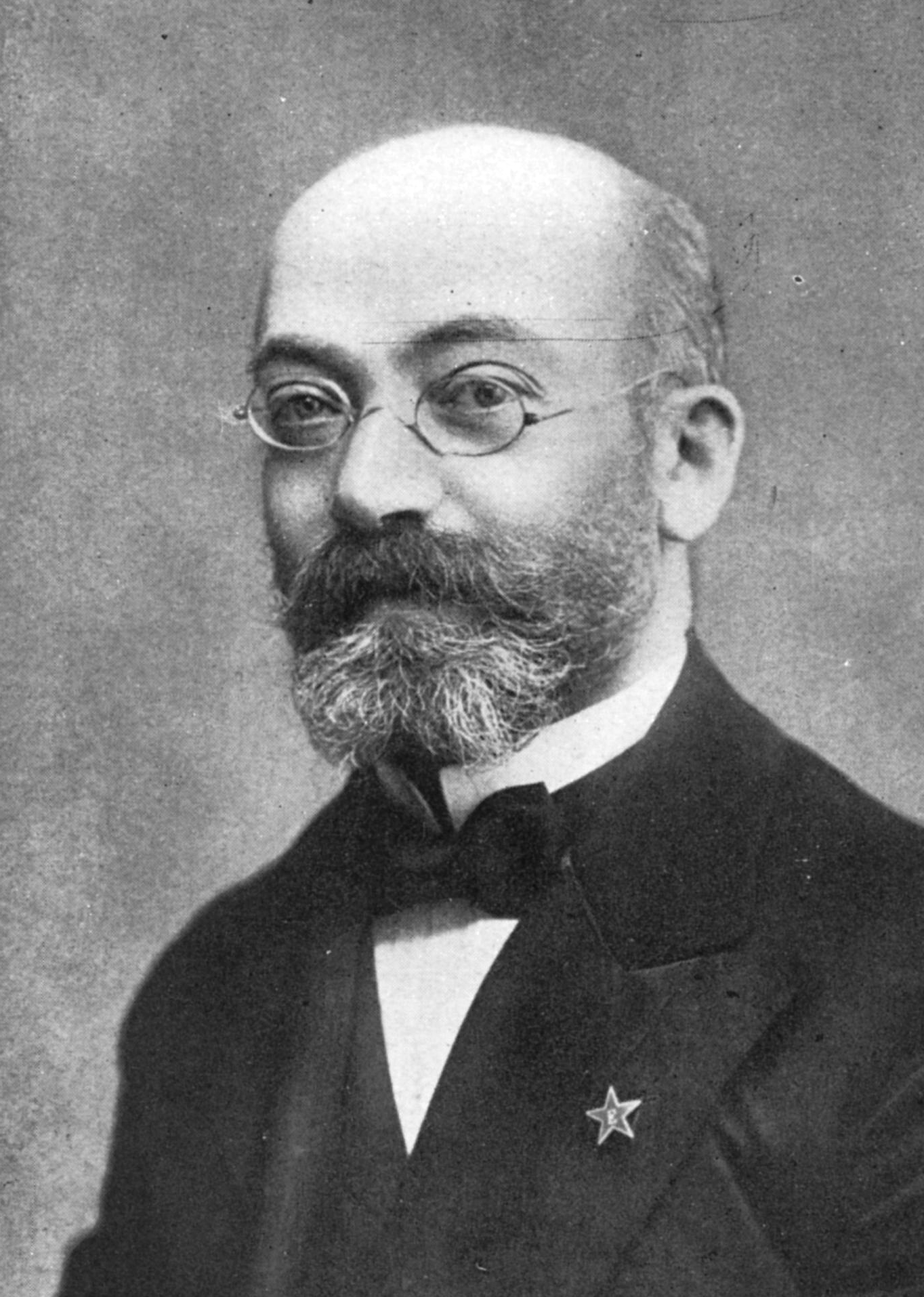
Ludwik Lejzer Zamenhof.

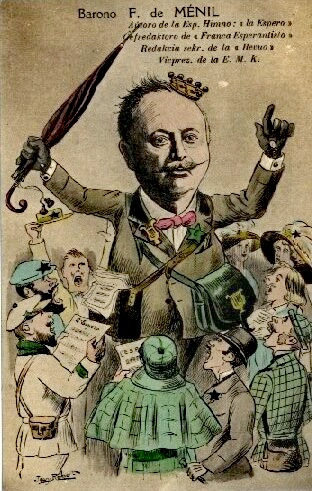
Félicien Menu de Ménil.

## Letra
| En la mondon venis nova sento, tra la mondo iras forta voko; per flugiloj de facila vento nun de loko flugu ĝi al loko. Ne al glavo sangon soifanta ĝi la homan tiras familion: al la mond' eterne militanta ĝi promesas sanktan harmonion. Sub la sankta signo de l' espero kolektiĝas pacaj batalantoj, kaj rapide kreskas la afero per laboro de la esperantoj. Forte staras muroj de miljaroj inter la popoloj dividitaj; sed dissaltos la obstinaj baroj, per la sankta amo disbatitaj. Sur neŭtrala lingva fundamento, komprenante unu la alian, la popoloj faros en konsento unu grandan rondon familian. Nia diligenta kolegaro en laboro paca ne laciĝos, ĝis la bela sonĝo de l' homaro por eterna ben' efektiviĝos. | Al mundo ha llegado un nuevo sentimiento, Recorre el mundo una fuerte llamada; En alas de un viento ligero Ahora vuele de un lugar a otro. No a la espada sedienta de sangre Este llama a la familia humana: Al mundo que eternamente lucha Le promete una santa armonía. Bajo el sagrado signo de la esperanza Se reúnen los combatientes de la paz Y rápidamente crece el movimiento Por el trabajo de los esperanzados. Fuertes se levantan los muros milenarios Entre los pueblos divididos Pero saltarán en pedazos las obstinadas barreras Que con el sagrado amor serán derrumbadas Sobre un fundamento lingüístico neutral Comprendiéndose los unos a los otros Los pueblos harán de común acuerdo Un gran círculo familiar Nuestros diligentes colegas En la tarea de la paz no desfallecerán Hasta que el bello sueño de la humanidad Para bendición eterna se efectúe |

Otra versión coral es la del compositor polaco Andrzej Koszewski, de 1963, aunque en este caso no se emplea como himno, dado que el estilo musical es completamente diferente y no se presta fácilmente a ello.